# Nils Johan Sundelin
Nils Johan Sundelin, född 28 mars 1808 i Arjeplogs socken, död 21 mars 1877 i Lycksele socken, var en svensk präst.
Sundelin tillhörde en stor norrländsk prästsläkt och var son till kyrkoherden Nils Sundelin i Arjeplogs församling. Efter skolgång i Piteå och Umeå kom han till Härnösands gymnasium samt inskrevs 1828 som student vid Uppsala universitet. Han prästvigdes i juni 1831 och blev då adjunkt i Lycksele församling. 1836 blev han tillförordnad pastor och 1840 kyrkoherde där. Sundelin var kontraktsprost över Södra lappmarkens kontrakt.
Sundelin blev 1840 ständig ledamot av Svenska Missionssällskapet och förordnades till inspektor för dess skolor för samerna. År 1854 fick han i uppdrag att uppehålla undervisningen vid Skytteanska skolan i Lycksele. Han bearbetade åtskilliga psalmer i 1849 års utgåva av den samiskspråkiga psalmboken. Sundelin var  ledamot av bibelsällskapet i Härnösand och tilldelades 1858 Vasaorden.
Sundelin var gift från 1832 med Sofia Carolina Palmgren, som avled 1847, och därefter med Margareta Wilhelmina Palmgren, vilka båda var döttrar till hans företrädare Pehr Palmgren och Christina Sofia Turdfjæll. Bland de många barnen i första äktenskapet märks en dotter som var gift med rektor Carl Jonas Dahlbäck och en son som var jägmästare i Fredrika. I andra giftet fanns tre döttrar, av vilka en gifte sig med komminister Nils Magnus Lalander i Torp i Medelpad.